# 佩恩鎮區 (堪薩斯州戈夫縣)
佩恩鎮區（英語：Payne Township）為美國堪薩斯州戈夫縣轄下的鎮區。2010年美国人口普查中此鎮區人口有246人。

## 地理
佩恩鎮區涵蓋總面積為324.1平方（125.14平方英里），其中陸地面積為324.1平方（125.14平方英里），水域面積為0平方（0.00平方英里）或0.00%。海拔高度821（2,694英尺）。

## 人口統計
根據2010年美國人口普查，佩恩鎮區人口有246人，其中男性有128人，女性有118人，人口密度為每平方公里0.76人，住房計138戶。鎮區內的白人有241人，非裔美國人有0人，美洲原住民有2人，亞裔美國人有1人，太平洋島裔美國人有0人，其他種族有2人，混血種族則有0人。此外鎮區內有2人為西班牙裔或拉丁裔美國人。此鎮區之年齡中位數為48.1歲，而男性年齡中位數為48.8歲，女性年齡中位數為47.0歲。

## 交通

### 主要公路
- 70號州際公路
- 40號美國國道